# Neil Sullivan
Neil Sullivan, né le 24 février 1970 à Sutton (Angleterre), est un footballeur international écossais qui évolue au poste de gardien de but.

## Biographie
Le 16 novembre 2012, Sullivan est prêté à l'AFC Wimbledon.
Il met un terme à sa carrière de footballeur à l'issue de la saison 2012-2013.